# Tart-l'Abbaye
Tart-l'Abbaye est une ancienne commune française située dans le département de la Côte-d'Or en région Bourgogne-Franche-Comté. Depuis le 1er janvier 2019, elle est une commune déléguée de Tart.

## Géographie
Tart-l'Abbaye est située sur la départementale D 110G et le long de l'Ouche.

## Histoire
Le 1er janvier 2019, la commune fusionne avec Tart-le-Haut pour créer la commune nouvelle de Tart dont la création est actée par un arrêté préfectoral du 26 décembre 2018.

## Politique et administration
| Période                                  | Période  | Identité       | Étiquette | Qualité             |
| ---------------------------------------- | -------- | -------------- | --------- | ------------------- |
| vers 1859                                |          | Joseph Cordier |           | Cultivateur         |
| vers 1966                                |          | Denis Pouilly  |           | Agriculteur         |
| vers 1970                                | 1995     | Pierre Cabijos |           |                     |
| 1995                                     | En cours | Luc Joliet     |           | Exploitant agricole |
| Les données manquantes sont à compléter. |          |                |           |                     |

## Démographie
L'évolution du nombre d'habitants est connue à travers les recensements de la population effectués dans la commune depuis 1793. Pour les communes de moins de 10 000 habitants, une enquête de recensement portant sur toute la population est réalisée tous les cinq ans, les populations de référence des années intermédiaires étant quant à elles estimées par interpolation ou extrapolation. Pour la commune, le premier recensement exhaustif entrant dans le cadre du nouveau dispositif a été réalisé en 2004.

En 2016, la commune comptait 197 habitants, en évolution de −14,72 % par rapport à 2010 (Côte-d'Or : +0,82 %, France hors Mayotte : +2,11 %).
| 1793 | 1800 | 1806 | 1821 | 1836 | 1841 | 1846 | 1851 | 1856 |
| ---- | ---- | ---- | ---- | ---- | ---- | ---- | ---- | ---- |
| 162  | 185  | 168  | 195  | 242  | 223  | 240  | 238  | 217  |

| 1861 | 1866 | 1872 | 1876 | 1881 | 1886 | 1891 | 1896 | 1901 |
| ---- | ---- | ---- | ---- | ---- | ---- | ---- | ---- | ---- |
| 222  | 212  | 201  | 193  | 177  | 176  | 162  | 163  | 168  |

| 1906 | 1911 | 1921 | 1926 | 1931 | 1936 | 1946 | 1954 | 1962 |
| ---- | ---- | ---- | ---- | ---- | ---- | ---- | ---- | ---- |
| 165  | 154  | 141  | 115  | 117  | 116  | 107  | 110  | 102  |

| 1968 | 1975 | 1982 | 1990 | 1999 | 2004 | 2006 | 2009 | 2014 |
| ---- | ---- | ---- | ---- | ---- | ---- | ---- | ---- | ---- |
| 101  | 99   | 147  | 195  | 222  | 234  | 234  | 232  | 210  |

| 2016 | - | - | - | - | - | - | - | - |
| ---- | - | - | - | - | - | - | - | - |
| 197  | - | - | - | - | - | - | - | - |

## Économie
L'économie de Tart l'Abbaye est fortement dominée par l'agriculture, notamment en grandes cultures céréalières. Le tournesol a notamment connu un essor important durant le XXe siècle. Aujourd'hui, 15% de la production de tournesol du département de la côte d'or provient du canton de Genlis . 

## Lieux et monuments
- Chapelle Saint-Barthélemy.

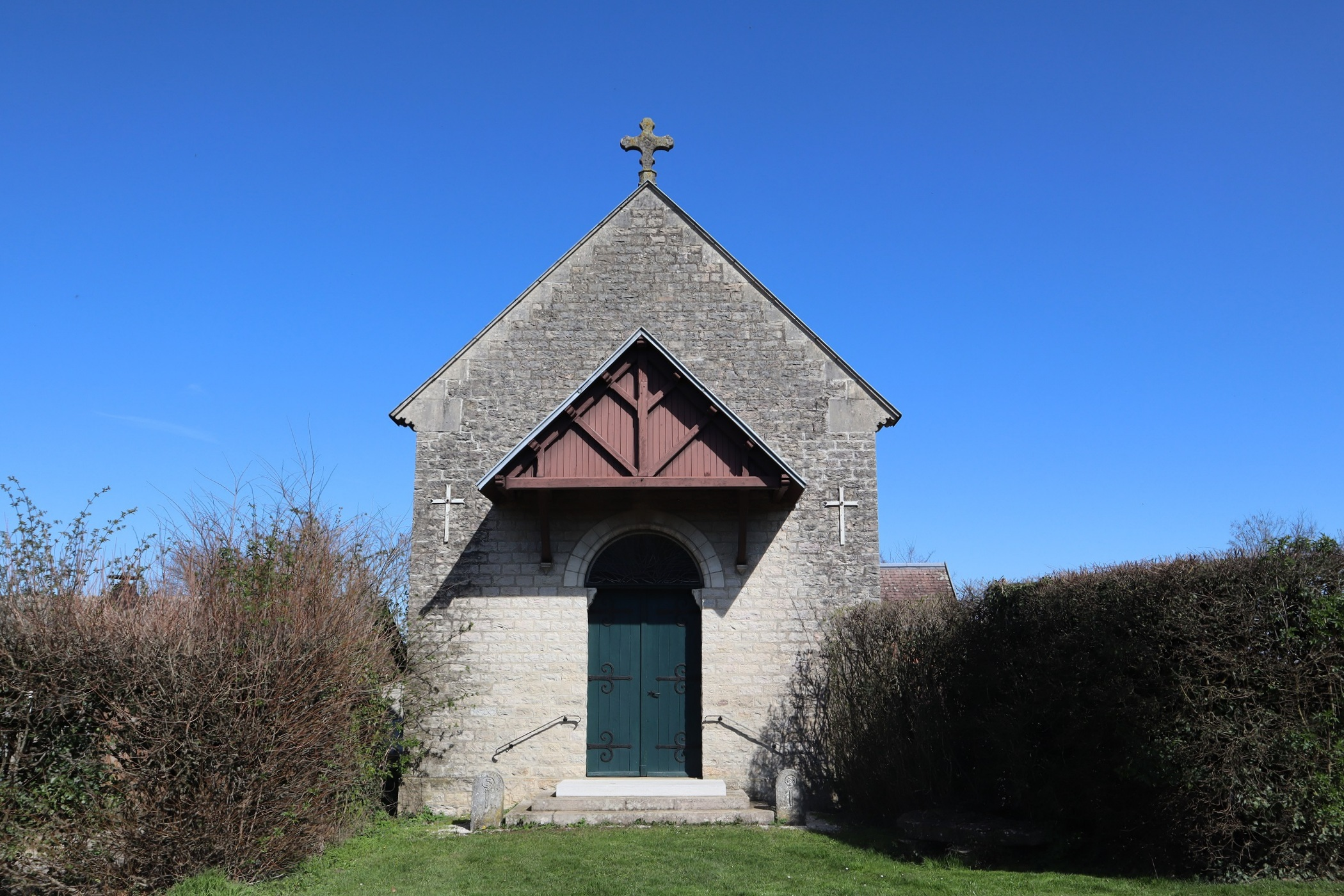
Chapelle de Tart-l'Abbaye.

- Vestiges de l'abbaye, maison-mère des Bernardines cisterciennes.

## Héraldique
| Blason de Tart-l'Abbaye | Blason  | Parti : au 1er de gueules à la crosse d'or adextrée en chef d'une rose du même, au 2e d'azur à la fasce ondée du champ bordée de sable, surmontée d'une roue de moulin d'argent et soutenue d'une branche de chêne au naturel, posée en barre et englantée d'or. |
| Blason de Tart-l'Abbaye | Détails | Le statut officiel du blason reste à déterminer. |